# Koppensnellen (ritueel)

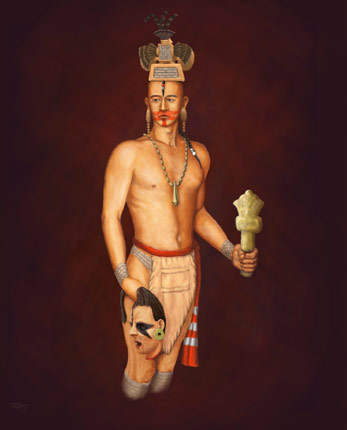
Een priester uit het Mississippitijdperk, met een afgesneden hoofd

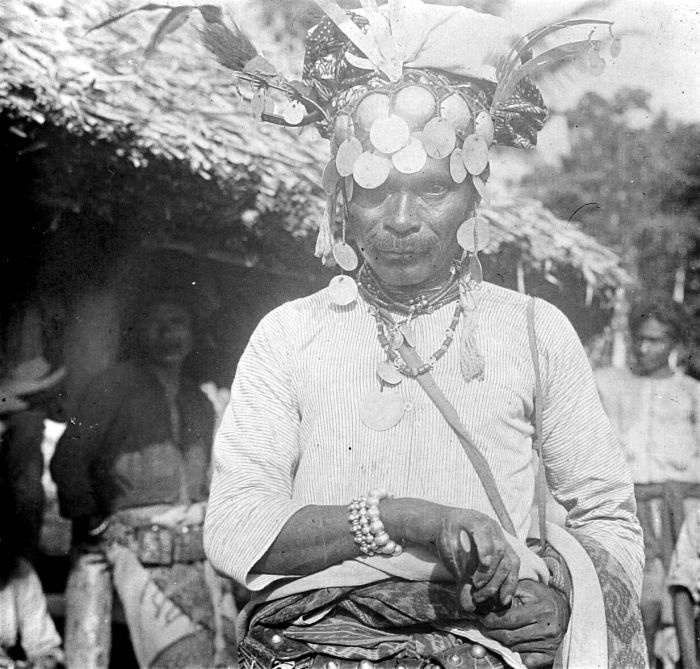
Krijger-koppensneller van de Amarasi, Timor, Wereldmuseum Amsterdam

Koppensnellen is het afsnijden en meenemen van iemands hoofd na die persoon te hebben gedood. Dit proces werd in oude tijden in veel culturen toegepast, waaronder in China, India, Nigeria, Nurestan, Myanmar, Borneo, Indonesië, de Filipijnen, Taiwan, Japan, Micronesië, Melanesië, Suriname, Nieuw-Zeeland en het Amazonebekken. In Europa vond het proces nog tot in de 20e eeuw plaats op het Balkanschiereiland.
Koppensnellen behoort tot de oudste rituelen ter wereld. Het is al jaren een onderwerp van discussie binnen de antropologie-gemeenschap. Met name de motieven achter het proces zijn vaak onderzocht. Thema’s die hierbij steeds terugkomen zijn zelfkastijding, mensenoffers, kosmologie, en de weergave van kannibalisme, mannelijkheid en prestige. Het belangrijkste motief was volgens veel wetenschappers echter dat het koppensnellen deel uitmaakte van een ceremonie. Volgens veel verhalen uit oude culturen zou het hoofd van een persoon diens ziel of levenskracht bevatten. Het hoofd werd dan nadien gebruikt voor rituelen om te proberen deze levenskracht in handen te krijgen. Een bekend beeld hierbij is dat de hoofden werden gedroogd of geconserveerd om te voorkomen dat ze zouden vergaan. Hierdoor krompen de hoofden wel; de bekende gekrompen hoofden.
Koppensnellen werd - bijvoorbeeld bij de Marind-anim (zuidoostelijk Papoea) - ook wel gedaan om de eigen kinderen namen te geven; de persoon die werd gesneld werd daartoe alvorens te worden onthoofd om zijn naam gevraagd, die vervolgens aan een kind werd gegeven. Een nadeel voor de sneller was echter dat hij de taal van de gesnelde niet altijd begreep, waardoor diverse kinderen namen als "Moeder help me" of "Ik sterf" kregen, kreten die in doodsangst werden uitgestoten door de terdoodveroordeelde.
Een ander bekend motief is dat men zo een trofee wilde bemachtigen van een overwonnen tegenstander. In de Tweede Wereldoorlog bijvoorbeeld namen geallieerde soldaten vaak de schedels van gedode Japanse soldaten mee als trofee of als souvenir voor familie en vrienden.
Tijdens de Cambodjaanse burgeroorlog loofde Lon Nol een premie uit voor het hoofd van iedere Rode Khmer-strijder. Er zijn foto's van regeringssoldaten die trots poseren met afgesneden hoofden die aan de haren worden vasthouden. Uiteindelijk werden de eisen om aanspraak op de premie te maken verscherpt. Zo moest men bewijzen dat de persoon daadwerkelijk een communist was door bijvoorbeeld een partijkaart te tonen. Reden hiervoor was dat soldaten lukraak mensen gingen doden en hun hoofden afhakten om de premie op te kunnen strijken.